# مانويل ألفاريز
مانويل ألفاريز (بالإسبانية: Manuel Álvarez Jiménez)‏ (و. 1928 – م) هو لاعب كرة قدم، من تشيلي، ولد في تشيلي، شارك في بطولة كأس العالم لكرة القدم 1950.

## روابط خارجية
- مانويل ألفاريز على موقع الاتحاد الدولي (مؤرشف)  (الإنجليزية)
- مانويل ألفاريز على موقع قاعدة بيانات كرة القدم.إي يو (الإنجليزية)
- مانويل ألفاريز على موقع ناشيونال فوتبول تيمز (الإنجليزية)
- مانويل ألفاريز على موقع Soccerway.com (الإنجليزية)
- مانويل ألفاريز على موقع عالم كرة القدم.نت (الإنجليزية)